# Lorenzo Coco
Lorenzo Massimiliano Coco (* 26. November 2003) ist ein österreichischer Fußballspieler.

## Karriere

### Verein
Coco begann seine Karriere beim Salzburger AK 1914. Im September 2011 wechselte er in die Jugend des FC Red Bull Salzburg. Bei den Salzburgern spielte er zwischen 2012 und 2015 in der Jugend des Farmteams FC Liefering. Ab der Saison 2017/18 spielte er in der Akademie von Red Bull Salzburg. Zur Saison 2018/19 wechselte er nach Deutschland in die Jugend von RB Leipzig. Zur Saison 2020/21 schloss er sich der SG Sonnenhof Großaspach an. Im Februar 2021 kehrte er nach Österreich zurück und wechselte in die Akademie der SV Ried.
Bei den Riedern rückte er zur Saison 2021/22 in den Kader der Amateure. Für diese absolvierte er in seinem ersten Halbjahr 13 Partien in der Regionalliga, in denen er vier Tore erzielte. Im Februar 2022 wechselte Coco leihweise zur zweitklassigen Zweitmannschaft des FK Austria Wien. Sein Debüt in der 2. Liga gab er im selben Monat, als er am 17. Spieltag der Saison 2021/22 gegen den Floridsdorfer AC in der 64. Minute für Martin Pečar eingewechselt wurde. Bis zum Ende der Leihe kam er zu zehn Zweitligaeinsätzen für die Violets.
Zur Saison 2022/23 kehrte er wieder zu den Ried-Amateuren zurück. Für diese kam er in jener Spielzeit zu 25 Regionalligaeinsätzen, in denen er fünfmal traf. Im Juli 2023 wechselte Coco zum Zweitligisten SV Horn, bei dem er einen bis 2024 laufenden Vertrag erhielt. Insgesamt kam er zu 22 Zweitligaeinsätzen für Horn. Nach der Saison 2023/24 verließ er den Verein wieder. Im August 2024 verlängert er nach Saisonstart doch noch seinen Vertrag bei den Niederösterreichern. In Folge kam er zu weiteren 26 Zweitligaeinsätzen, ehe der Verein nach der Saison 2024/25 abstieg. Daraufhin verließ er Horn.

### Nationalmannschaft
Coco spielte im Oktober 2017 erstmals für eine österreichische Jugendnationalauswahl. Im September 2019 debütierte er gegen Rumänien im U-17-Team. Im Juni 2021 absolvierte er gegen Italien seine einzige Partie im U-18-Team. Im Oktober 2021 kam er gegen Estland erstmals für die U-19 zum Einsatz.